# Lipová-lázně - mateřská školka
Lipová-lázně - mateřská školka este o arie protejată (arie specială de conservare — SAC, sit de importanță comunitară — SCI) din Republica Cehă întinsă pe o suprafață de 0,04 ha, integral pe uscat.

## Localizare
Centrul sitului Lipová-lázně - mateřská školka este situat la coordonatele 50°13′23″N 17°06′14″E / 50.223056°N 17.103889°E.

## Înființare
Situl Lipová-lázně - mateřská školka a fost declarat sit de importanță comunitară în aprilie 2005 pentru a proteja 1 specie de animale. Situl a fost protejat și ca arie specială de conservare în martie 2016.

## Biodiversitate
Situată în ecoregiunea continentală, aria protejată nu include niciun habitat protejat.
La baza desemnării sitului se află o specie protejată de  mamifere: liliacul mic cu potcoavă (Rhinolophus hipposideros).